# Nesobolus cubae
Nesobolus cubae är en mångfotingart som beskrevs av Pérez-Asso 1996. Nesobolus cubae ingår i släktet Nesobolus och familjen Rhinocricidae. Inga underarter finns listade i Catalogue of Life.